# Mario Rodríguez (Fußballspieler, 1994)
Mario Andrés Rodríguez Jr. (* 12. Mai 1994 in North Hollywood, Kalifornien) ist ein US-amerikanisch-mexikanischer Fußballspieler.

## Karriere

### Vereine
Nach Jugendstationen bei Los Angeles Galaxy und der IMG Academy wechselte er im Sommer 2012 nach Deutschland zum 1. FC Kaiserslautern. Zu Beginn der Saison 2013/14 wechselte er in die Regionalliga West zur 2. Mannschaft von Borussia Mönchengladbach. Nach drei Spielzeiten wechselte er zum Zweitligisten Dynamo Dresden, wurde allerdings sofort an den Drittligisten Chemnitzer FC verliehen. Dort kam er auch zu seinem ersten Profieinsatz in der 3. Liga, als er am 10. Spieltag bei der 0:1-Auswärtsniederlage gegen den MSV Duisburg in der Startformation stand. Da sich für ihn die gewünschten Einsatzzeiten in Chemnitz nicht einstellten, wurde die Leihe in der Winterpause 2016/17 beendet und er wechselte innerhalb der Liga zur SG Sonnenhof Großaspach. 

### Nationalmannschaft
Rodríguez absolvierte für die U-17 des US-amerikanischen Fußballverbandes mehrere Spiele und nahm mit ihr an der U-17-Fußball-Weltmeisterschaft 2011 teil. Mit der U-20 nahm er an der U-20-Fußball-Weltmeisterschaft 2013 teil.